# Poirier à feuilles en cœur
Pyrus cordata · Poirasse
Espèce
Classification phylogénétique
Statut de conservation UICN

 LC  : Préoccupation mineure
Le Poirier à feuilles en cœur (Pyrus cordata), aussi appelé Poirasse, est une espèce de plantes de la famille des Rosacées et du genre Pyrus (Poiriers). C'est un arbuste sauvage originaire d'Europe atlantique.

## Description

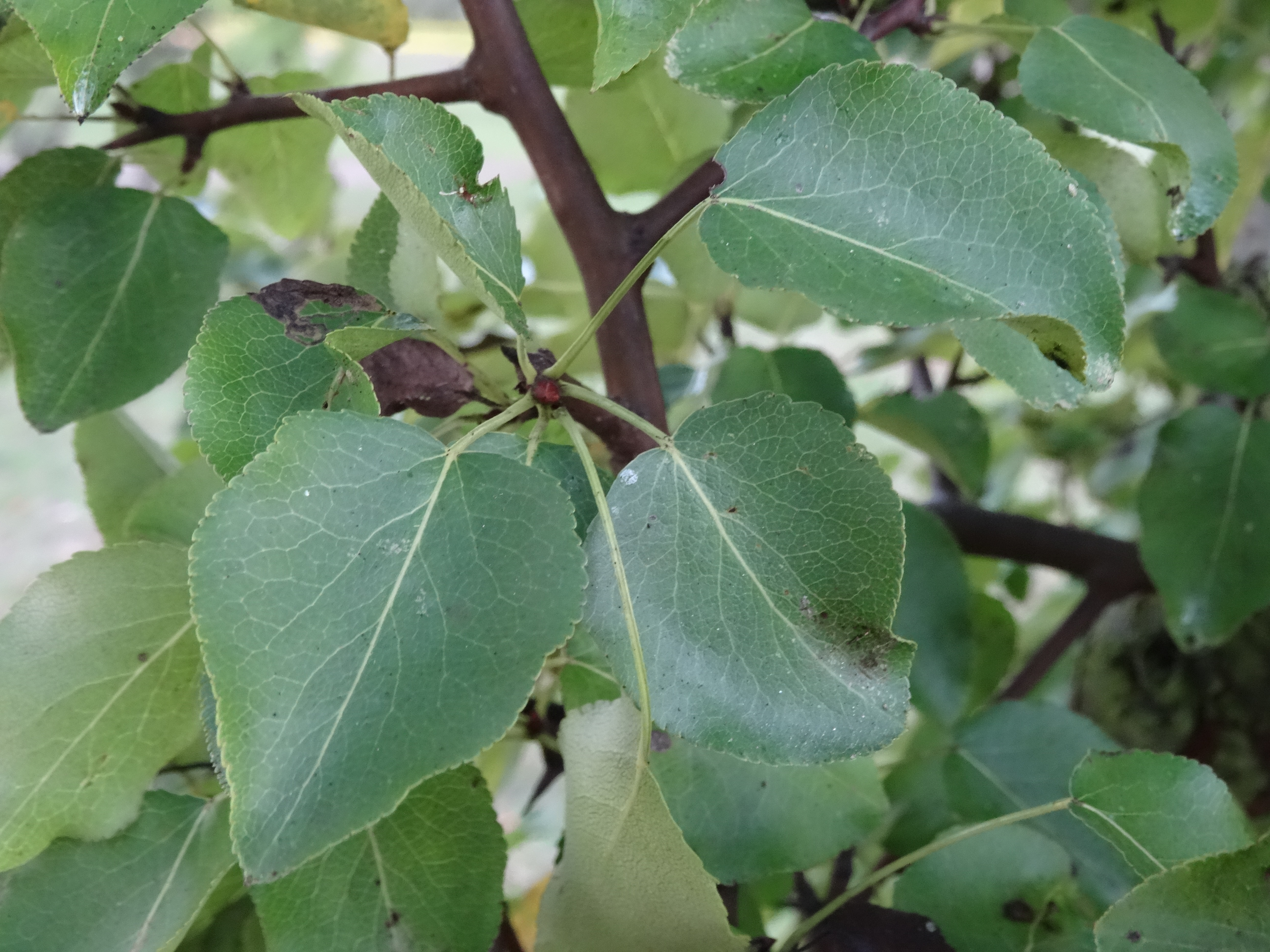
Rameaux et feuilles.

### Appareil végétatif
Ce poirier est un arbrisseau ou arbuste peu élevé, d'une hauteur de 2 à 8 m, à rameaux un peu épineux, à bourgeons glabres ; les feuilles, caduques, sont largement ovales ou suborbiculaires, en cœur à la base, à limbe foliaire souvent plus court que le pétiole, un peu velues en dessous dans leur jeunesse, puis très glabres.

### Appareil reproducteur
Les fleurs sont assez petites (2 à 3 cm de diamètre) ; le calice est à lobes à la fin caducs ; les pétales sont glabres à l'onglet. Le fruit est petit, de 12-18 mm de diamètre, à peine charnu, globuleux ou en toupie, à pédoncules grêles, presque 2 fois plus longs que le fruit. La floraison a lieu en avril ou en mai ; la fructification en septembre.

## Habitat et écologie
Cet arbuste pousse dans les haies, les bois (chênaies particulièrement) et les terrains vagues, jusqu'à une altitude de 800 m. 

## Répartition
Ce poirier est originaire d'Europe atlantique ; on en trouve en Angleterre méridionale, Algérie et Perse. En France, il est présent principalement dans l'ouest (Bretagne, Pays de la Loire, Gascogne) et le Centre.

## Synonymes
Cet arbuste a été considéré par de nombreux auteurs comme formant une sous-espèce ou une variété du poirier commun, le poirier cultivé (Pyrus communis). Voici la liste de ses synonymes :
- Pyrus boissieriana subsp. crenulata Browicz, 1972
- Pyrus boissieriana Buhse, 1860
- Pyrus communis subsp. cordata (Desv.) P.Fourn., 1936
- Pyrus communis subsp. gharbiana (Trab.) Maire, 1980
- Pyrus communis subsp. longipes Maire, 1980
- Pyrus communis var. azarolifera Durieu, 1858
- Pyrus communis var. briggsii Syme, 1871
- Pyrus communis var. cordata (Desv.) Mérat, 1821
- Pyrus communis var. desvauxii Rouy & E.G.Camus, 1901
- Pyrus communis var. gillotii Rouy & E.G.Camus, 1901
- Pyrus communis var. microcarpa Cout., 1913
- Pyrus cossonii Rehder, 1946
- Pyrus gharbiana Trab., 1916
- Pyrus longipes Balansa ex Coss. & Durieu, 1855
- Pyrus macropoda Rehder, 1946
- Pyrus magyarica Terpó, 1960
- Pyrus pyraster var. cordata Gillot, 1883[4]